# أحمد صالح البسام
أحمد صالح البسّام (1888- 1983)، شاعر وكاتب سعودي، من مواليد عنيزة بمنطقة القصيم، وأحد تلاميذ إبراهيم بن عيسى،يمثل شعره مرحلة انتقالية من قصائد الوعظ والدعوة التي سادت ذلك الوقت إلى مرحلة الأشعار الذاتية الوجدانية، متأثرًا بشعراء النهضة الأدبية الحديثة أمثال أحمد شوقي والبارودي، كان كثير الترحال، فتنقل بين البلدان العربية ونهل من معارف العلماء والأدباء العرب، وأقام لفترة مع والده في جنوب العراق مما ترك أثرًا إيجابيًا على شخصيته العلمية، وقد وصف كثيرًا في قصائده رحلاته الخارجية، وغلبت الحكمة على قصائده فكانت تتناول مواضيع الإصلاح الاجتماعي، نشر 3 مؤلفات صدرت جميعها في دمشق، منها ديوان شعري وحيد بعنوان (النديم) جمع بين القصائد العامية والفصيحة ونصوص النثر، وهو عم الشيخ عبد الله البسام، توفي في مدينة الرياض عام 1983.

## مؤلفاته
- أسباب التقدم (1954).
- الحِلف الرباعي (العقل والعلم والعمل والخُلق) صدر عام 1956.[4]
- النديم (1957).[2]